# Cerro Palo Blanco
El Cerro Palo Blanco (9°55′10″N 67°30′43″O / 9.9194, -67.512) es una formación de montaña ubicada en el extremo norte del estado Guárico, Venezuela. A una altitud promedio entre 1.051m s. n. m. y 1161 m s. n. m. el Cerro Palo Blanco es una de las montañas más altas en Guárico.

## Ubicación
El Cerro Palo Blanco está ubicado en el corazón de una fila montañosa al oeste de San Juan de los Morros y sur del embalse de Camatagua. Hacia el sur se continúa con el Pico Platillón y la fila La Glorieta. Más hacia el este en dirección a la ciudad de San Juan se ubican otras filas montañosas incluyendo el Topo Paraparo.